# Matthew Dinham
Matthew Dinham (født 9. april 2000 i Sydney) er en cykelrytter fra Australien, der er på kontrakt hos Team Picnic-PostNL.